# マルタ・マレク
マルタ・マレク（Martha Marek、旧姓：レーヴェンシュタイン (Löwenstein)、1904年 - 1938年12月6日）は、オーストリアの犯罪者。マーサ・マレクとも。

## 生涯
1904年、オーストリア・ウィーンの路上で、レーヴェンシュタイン夫妻という貧しい夫婦によって拾われる（彼女は捨て子だった）。
15歳の時、デパート経営者のモリッツ・フリッチの愛人となる。しかし、彼はやがて74歳で亡くなってしまう。彼女には、彼の邸宅が遺された。
その後、工科大学の学生であるエミール・マレクと結婚。あっという間に遺産を使い果たした彼女は、1925年に夫の足の保険金を請求する。このとき、片足がほぼ切断されていた。しかし、「事故」の直前に夫が1万ポンドの保険に加入していたなど、様々な不審点が有り、事故とは信じがたいとの理由で、保険会社は支払いを拒否。また、検死官がエミールの足に何度も斧で切りつけた痕跡があることを発見。マルタは検死官を買収しようとしたものの、それが発覚し、1927年に詐欺罪で短期間の懲役を受ける。
その後、エミールは1932年に死亡。その同年7月に娘も死亡する。また、彼女の叔母であったスーザン・レーヴェンシュタイン（Susanne Löwenstein）も1934年に亡くなるなど、彼女の周辺で不審な死が相次いだ。
検死の結果、彼女は大量のタリウムを食事に混入していたことが発覚。また、彼女の息子も重篤なタリウム中毒にかかっていた。
1938年春、彼女に死刑判決が下される。同年12月6日、ウィーン地方裁判所でギロチンの刑に処せられた（34歳没）。

## 参考
- 「毒の話」山崎幹夫著、中公新書